# Keleti szarkaláb
A keleti szarkaláb (Consolida orientalis) a boglárkafélék családjába tartozó, Európában és Nyugat-Ázsiában honos, szántóföldeken, útszéleken élő, mérgező gyomnövény.

## Megjelenése
A keleti szarkaláb 20-80 cm magas, egyéves, lágyszárú. Gyökérzete erős karógyökér, Szára sűrűn szőrös, egyenes vagy elágazó, ágai felállók. Váltakozó állású levelei 2-3-szor osztottak, szeletei keskeny fonalszerűek, mintegy 2 mm szélesek.
Május-júniusban virágzik. Nagy, kékeslilás, zigomorf virágai 30 cm-es fürtöt alkotnak. Öt csészelevele bíborszínű, hirtelen nyelecskeszerű körömbe keskenyednek, hosszuk 1-7 cm. Egy sziromlevél csövet alkot, a többi visszafejlődött. A felső csészelevél max. 1 cm hosszú sarkantyút fejleszt. 
Termése 2-2,4 cm hosszú, 0,5-0,6 mm vastag, csúcsa felé keskenyedő, szőrös tüszőtermés. Magja nagyjából háromszögletű, fekete vagy sötétbarna, szőrös. 

## Elterjedése és élőhelye
Európában, Észak-Afrikában és Nyugat-Ázsiában honos. Észak-Amerikába behurcolták.
Vetésekben, töltéseken található meg, a száraz vagy közepesen nedves, löszös talajt preferálja. Fényigényes.

## Felhasználása
A virágzó és terméses növény minden része mérgező, kalkatrippin alkaloidot, delfinin glikoalkaloidot, a magvak pedig delszolin és delkozin alkaloidot tartalmaznak. Jellemzően a háziállatok eszik meg legelés közben vagy a takarmányba keveredve a növényt, amelynek helyi irritatív és idegrendszert károsító hatása van. A mérgezés tünetei nyáladzás, hányás, felfúvódás, izomgyengeség, görcsök, szomjúság. Súlyos esetben elhullás is bekövetkezhet. Inkább a lovak és a szarvasmarhák érzékenyek rá, a juhok, kecskék, sertések kisebb adagokat tünetek nélkül fogyasztanak. Régebben a gabonába keveredő magvai a lisztet is megmérgezhették. 
A keleti szarkalábat kerti dísznövényként termesztik. 

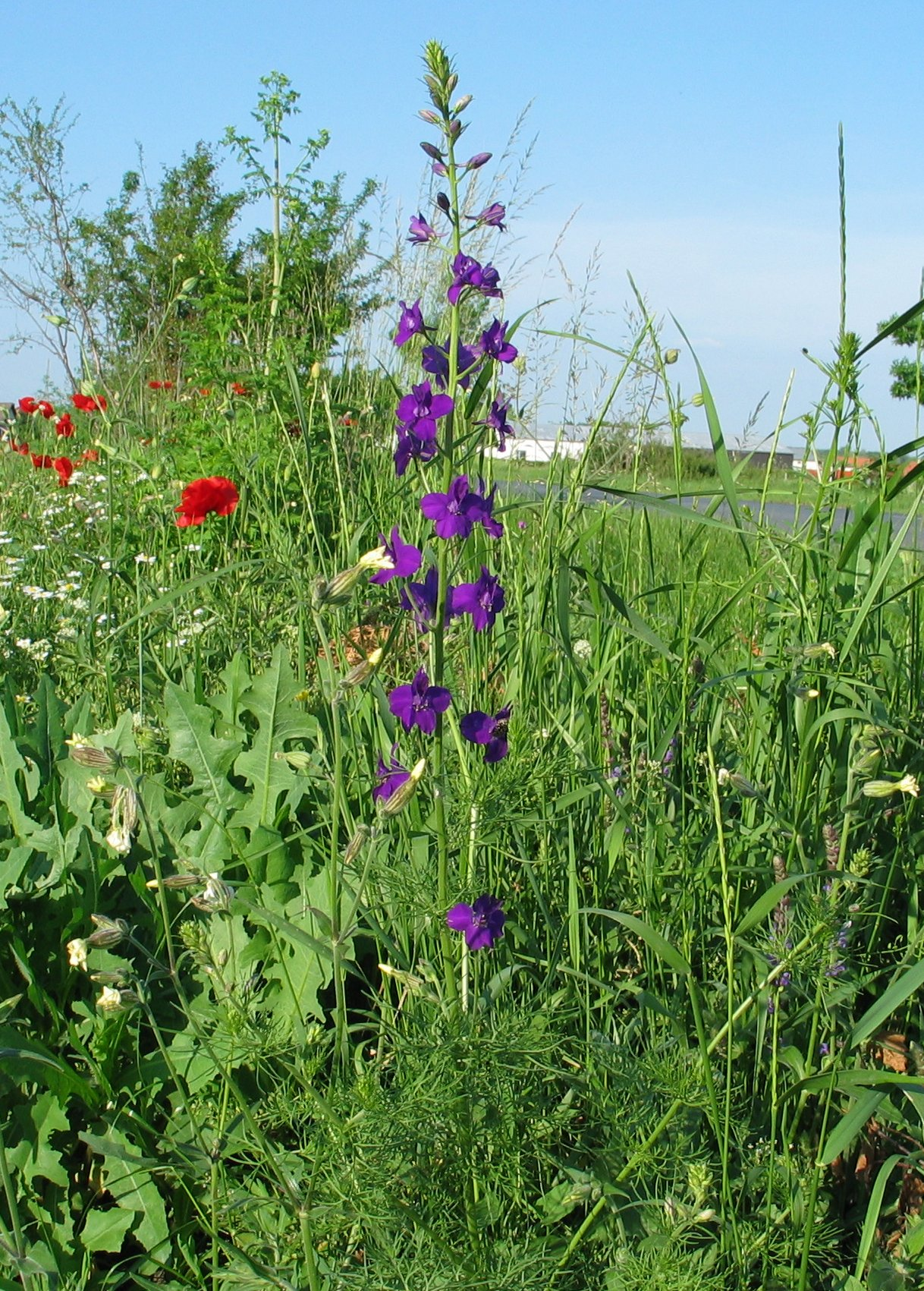
Habitusa
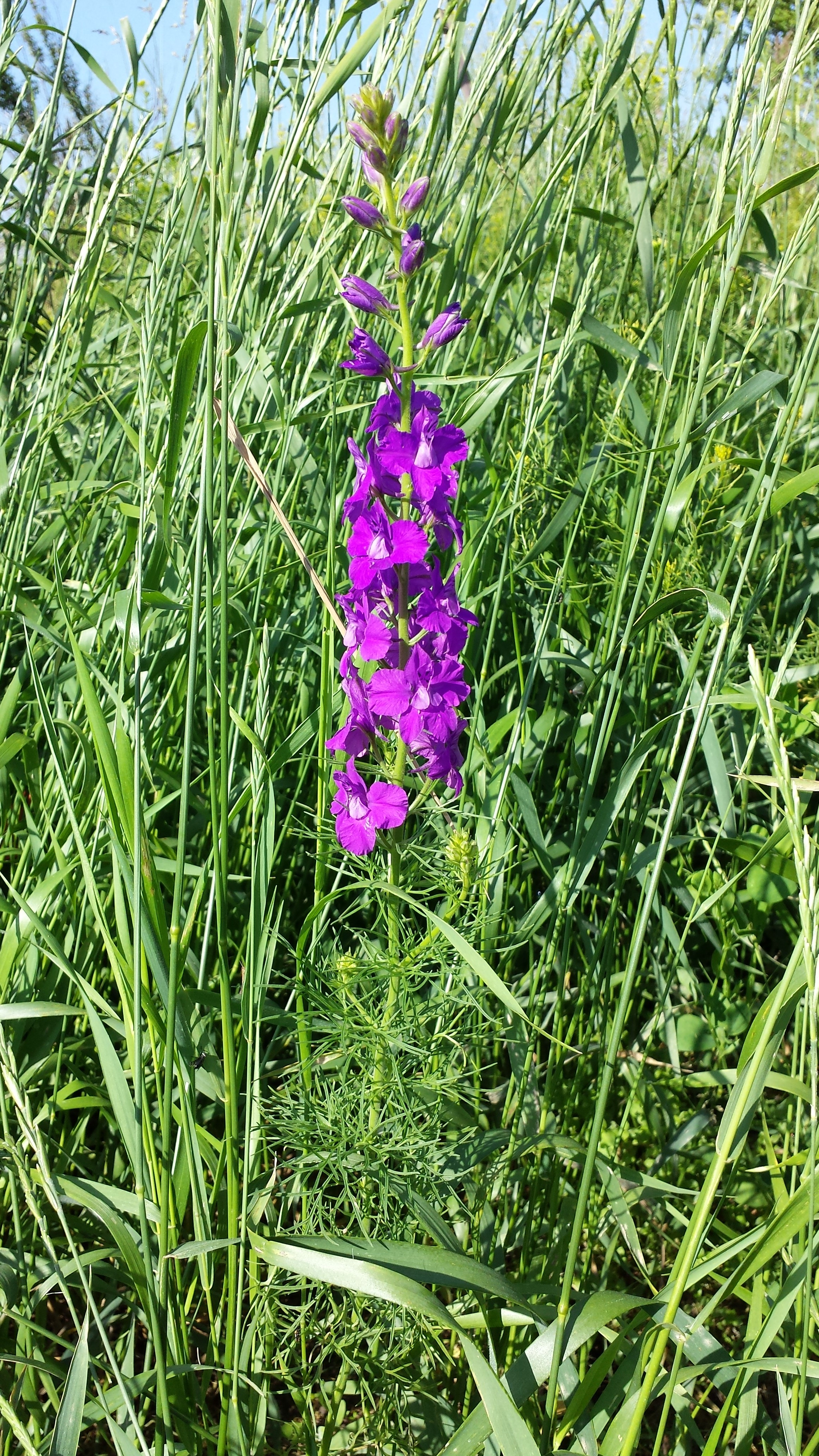
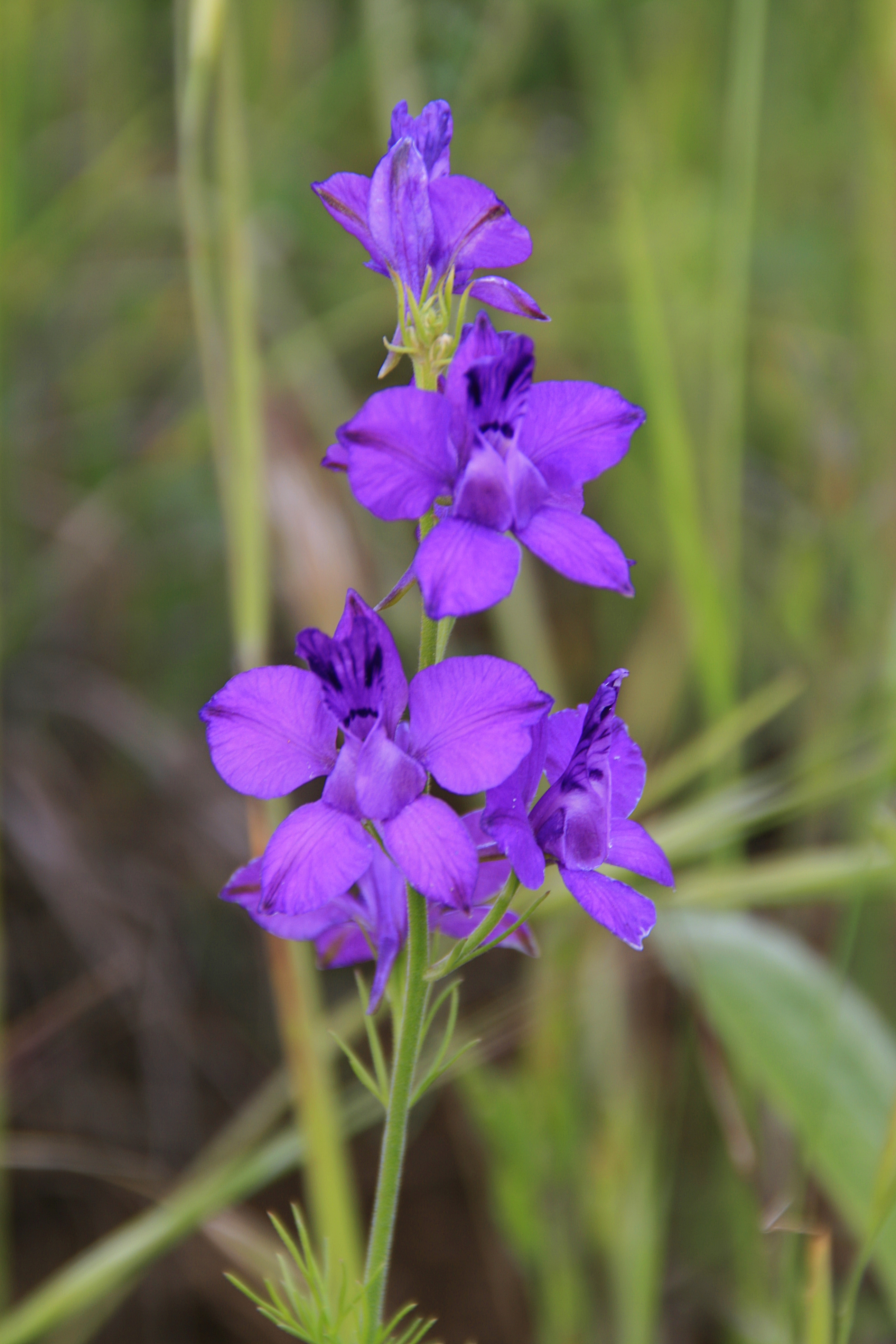
Virágzata
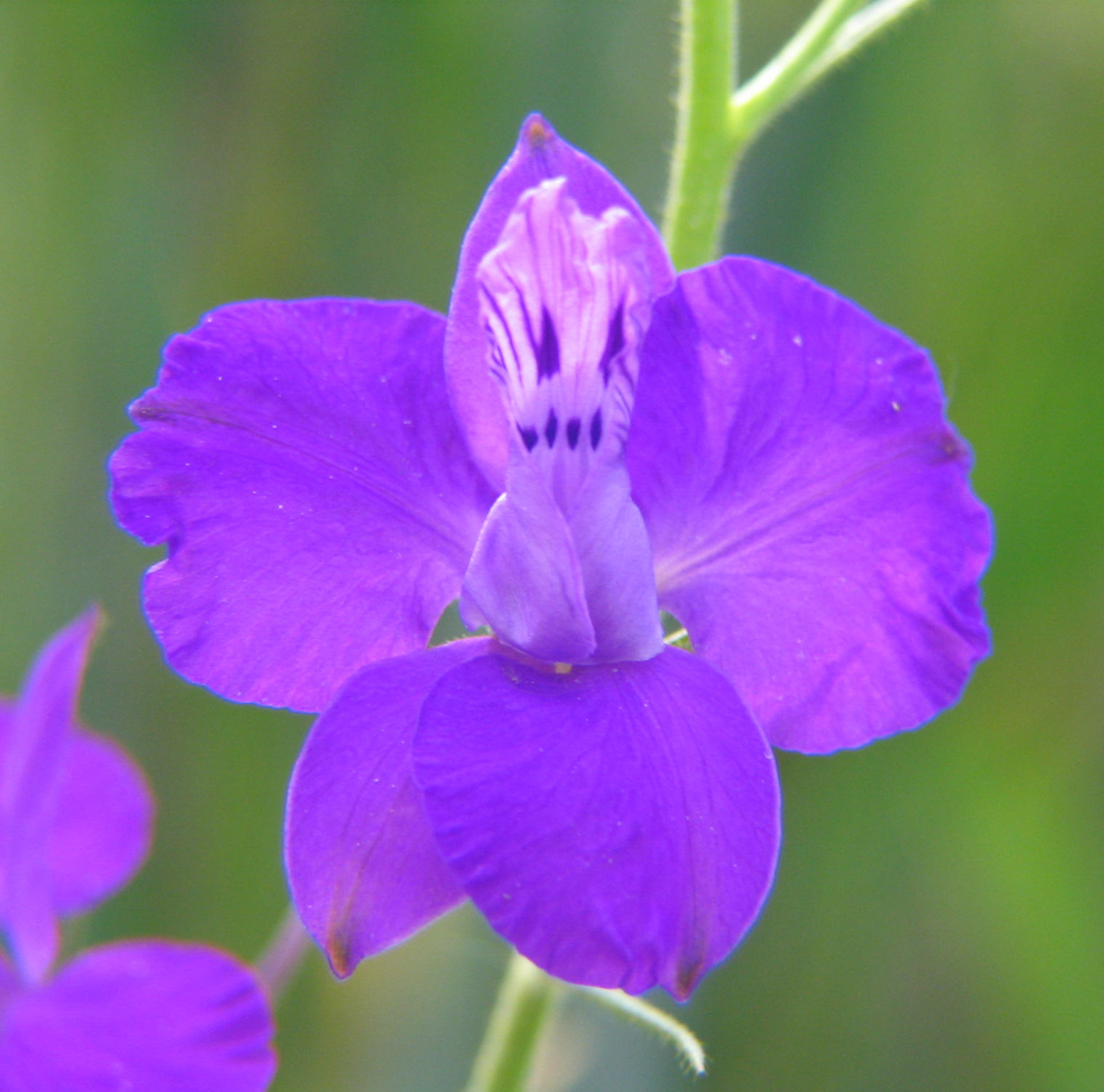
Virága
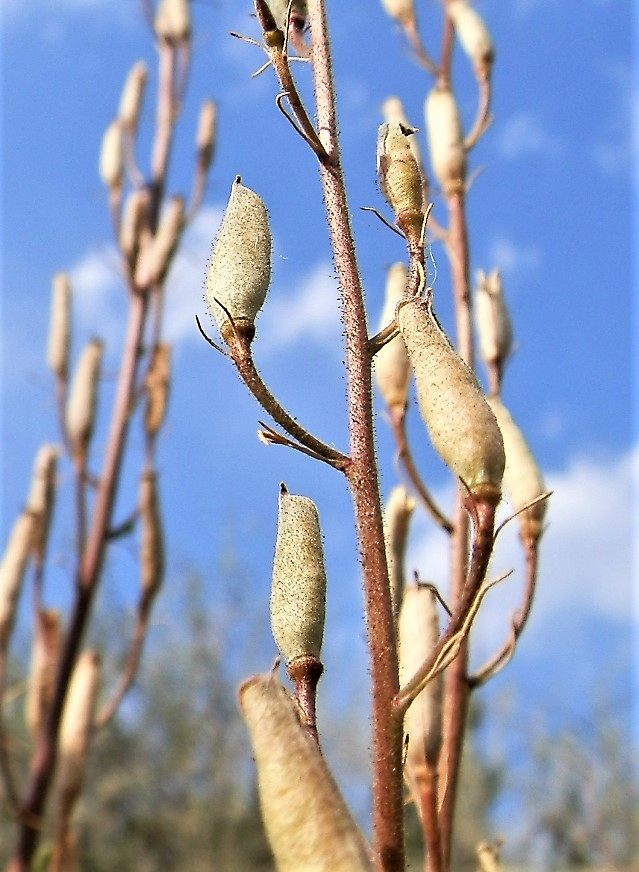
Termése